# Rico Blanco
Rico Blanco (Manila, 17 de marzo de 1973) es un cantante y compositor filipino. Miembro de la banda roquera Rivermaya, se desempeñó como director, así también director y la instrumentación como guitarrista entre los años 1993 y 2007. Blanco con su gran talento ha producido y compuesto en la discografía con más de 20 mil copias, hasta llegar a un millón de copias en su país de origen y otras regiones del sudoeste asiático en esas temporadas.

## Discografía
- Singles
- " You'll Be Safe Here " "Estarás a salvo aquí".
- "Ulan" "lluvia"
- "Liwanag Sa Dilim" "Luz en la oscuridad".
- "Isang Bandila" "una bandera".
- "Panahon Na Naman" "es que la ganancia de tiempo".
- "Kung Ayaw Mo, Huwag Mo" "si no quieres, entonces no".
- "Hinahanap-Hanap Kita" "Estoy buscando para usted".
- "Awit Ng Kabataan" "Canción para la juventud".
- "Umaaraw, Umuulan" "hace sol llueve".
- "Himala" "MILAGRO"
- "Alab Ng Puso" "fuego del corazón".
- "Makaaasa Ka" "Makaaasa Ka".
- "Posible"
- "Half Wishing" (for Mojofly/Kitchie Nadal) "Deseando mitad" (para Mojofly / Kitchie Nadal).
- Isang Ugat, Isang Dugo Isang ado, Isang Dugo.
- for WOW Philippines WOW para Filipinas.
- "Byahe Tayo" (with Mike Villegas of Rizal Underground ) "Byahe Tayo" (con Mike Villegas de Rizal Underground).
- United Nations MDG theme Objetivos de desarrollo del Milenio de las Naciones Unidas tema.
- "Tayo Tayo Rin" "Tayo Tayo Rin".

Between the Stars and the Waves Entre las estrellas y las olas. 
- "Sunday Driving" "Domingo de conducción".
- "A Love To Share" "A Love To Share".
- "241 (My Favorite Song)" "241 (My Favorite Song)".
- "Balisong"

Tuloy ang Ligaya Tuloy esp Ligaya 
- "Gising Na" "wake up now".
- "Imposible"
- "Basketbol"
- "Kagat Ng Lamok" "Kagat Ng Lamok".
- "Bochog"
- "Age Doesn't Matter Anymore" "No importa la edad Anymore".
- "Ipo-Ipo" "Abreviatura de abreviatura".
- "Wag Na Init Ulo, Baby"

Free Libre 
- "Faithless"
- "Serious Offender" "Graves del delincuente".
- "Stranded" "Avatar"
- "Imbecilesque"
- "Ambulansya"
- "It's Strange But It's True" "Es extraño, pero It's True".
- "Tulog"
- "Steady"

It's Not Easy Being Green No es fácil ser verde. 
- "Grounded Ang Girlfriend Ko" "Grounded Ko Ang Girlfriend".
- "Rodeo"
- "Shattered Like" "Al igual que Shattered".
- "A Little Sorry Should Make Everything Alright" "Un poco de Sorry debería hacer todo bien".
- "Bagong Taon" "Bagong Taon".
- "It's Getting Late" "It's Getting Late".
- "Nerbyoso"
- "Never Been Better" "Never Been Better".

Atomic Bomb Bomba Atómica 
- "Mabuhay"
- "Elesi"
- "Sunny Days" "Sunny Days".
- "I Shot The Walrus" "I Shot The Walrus".
- "Wild Angel Candy" "Wild Angel Candy".
- "Ballroom Dancing" "Ballroom Dancing".

Trip Viaje 
- "Princess of Disguise" "Disfraz de la princesa".
- "Hilo"
- "Monopoly"
- "Flowers" "Flores"
- "Sunog"
- "Is It Sunny Where You Are?" "Is It Sunny Where You Are?"
- "Kundiman"
- "Kisapmata"
- "Lost"
- "Out of Reach" Out of Reach".
- Rivermaya Rivermaya
- "Revolution" "Revolución".
- "Bring Me Down" "Bring Me Down".
- "Ground"
- "20 Million" "20 Millones".
- "Halik Sa Araw" "Khalik Sa Araw".
- "Gravity"
- "214"
- "Hate"